# 北洋大学 (日本)
42°36′1.4″N 141°28′4.8″E / 42.600389°N 141.468000°E
北洋大学（日语：北洋大学）是位於日本北海道苫小牧市錦西町的一所私立大學，1998年正式設立一般大學部，目前擁有一個學部一個學科。2018年，駒澤大學將該校讓渡給學校法人京都育英館經營，並於2021年更為現名。

## 沿革
- 1965年 - 苫小牧駒澤短期大學（國文科、英文科）開學
- 1967年 - 設立食物營養科
- 1986年 - 設立生活商業科
- 1989年 - 改名為駒澤大學苫小牧短期大學
- 1997年 - 獲文部科學省准許成立苫小牧駒澤大學（國際文化學部國際文化學科）
- 1998年 - 苫小牧駒澤大學（國際文化學部國際文化學科）開學、駒澤大學苫小牧短期大學（國文科、英文科）停止招生
- 2000年 - 設立教職課程
- 2001年 - 駒澤大學苫小牧短期大學（食物營養科、生活商業科）停止招生
- 2002年 - 設立國際文化學部國際交流學科
- 2003年 - 駒澤大學苫小牧短期大學閉校
- 2006年 - 設立學藝員課程
- 2013年 - 設立國際文化學部職涯創造學科、國際文化學部國際交流學科停止招生
- 2017年 - 國際文化學部國際文化學科停止招生、宣布學校將交由儒教系學校法人京都育英館（日语：学校法人育英館）經營
- 2018年 - 學校法人京都育英館正式接手校務運營
- 2021年 - 更名為北洋大學

## 基本資料

### 組織
- 國際文化學部
  - 生涯創造學科
    - 經濟・經營系
    - 情報媒體系
    - 觀光文化系
    - 公共政策系

## 歷任校長
- 大久保治男（日语：大久保治男）（1998－2003）
- 近藤良一（日语：近藤良一）（2003－2004）
- 關稔（日语：関稔）（2004－2006）
- 大谷哲夫（日语：大谷哲夫）（2006－2007）
- 片山晴賢（2007－2011）
- 小堀訓男（日语：小堀訓男）（2011－2015）
- 佐久間賢祐（日语：佐久間賢祐）（2015－2017）
- 田崎悅子（日语：田崎悦子 (教育学者)）（2018－代理校長）
- 川島和浩（2017－2018）
- 有澤恒夫（2018－2021）
- 奧村訓代（2021－）

## 著名校友
- 作田啓一（職業野球選手）
- 伊藤大海（職業野球選手）
- 小池詩織（日语：小池詩織）（冰球運動員）
- 大澤千穗（日语：大澤ちほ）（冰球運動員）
- 青木香奈枝（日语：青木香奈枝）（冰球運動員）

## 交通
- 苫小牧站北口搭乘道南巴士（日语：道南バス）（舊苫小牧市營巴士（日语：苫小牧市営バス））至「駒澤大学前」約35分鐘
- 錦岡站搭乘道南巴士（舊苫小牧市營巴士）至「駒澤大学前」約8分鐘

## 外部連結
- 北洋大学 （页面存档备份，存于） （日語）